# 岩手地鶏
岩手地鶏（いわてじどり）は岩手県周辺で飼われていたニワトリ、日本鶏の一種である。

## 概要
かつては、身近な存在であり、単に「地鶏」と呼ばれているような品種であった。岩手地鶏は2日から3日に1回産卵を行うが、昭和20年頃になって卵を毎日産卵する品種が導入されるようになると、鶏を飼っていた農家はこぞって乗り換え、岩手地鶏は急速にその数を減らしていった。
昭和50年に青森県田子町で当時絶滅したと考えられてきた岩手地鶏が確認され、その入手経路を追って、岩手県二戸市で原種が確認されると、当時の新聞には「幻の地鶏見つかる!」と話題となった。北上山地の小さな部落ならば岩手地鶏がまだ存在しているのではないかという期待が持たれ、昭和51年に「岩手日本鶏研究会」が発足し、岩手地鶏発見に向けての本格的な調査が始まる。
その結果、山形村 (岩手県)の砂川利男宅にて飼育されていた銀笹タイプの岩手地鶏（雄1・雌1）が発見されることになる。砂川家では利男の母親が我が子のように鶏を育て、畑仕事に連れていっては出てきた虫を餌として与えるといったようなことをしていた。
その後、岩手地鶏の研究と繁殖計画が活発に行われるようになり、その形質の完全復元に成功し、昭和59年には国の天然記念物とし指定された。岩手県は昭和59年に文化庁へ「地鶏の生息地」としての指定を申請し、同年文化庁によって『史跡名勝天然記念物指定目録』に掲載されることになる。
2019年時点では、約400羽が飼育されていると推測されている。その内の約300羽は岩手県農業研究センター畜産研究所で飼養されている。
南部かしわなど、岩手地鶏の血統を継ぐ地鶏品種が開発されている。

## 特徴
- 多様な羽装をしており、内種としては「白笹」「赤笹」「銀笹」「碁石」などに分けられる[3]。
  - 2019年時点では飼育されている大半が「白笹」「赤笹」である[3]。
- 首の周辺や羽の一部に「赤もしくは白い笹状」の模様が入り、それ以外は青光りをした黒色[3]。
- 鶏冠は赤色[3]。
- 脚の色は鉛色もしくは黄色[3]。
- 雌雄共同で子育てする[3]。
- 体格は小さく、赤笹の雄の21週齢体重で約1500グラムくらい[3]。
- 産卵率は20パーセントと低い[3]。

## 余談
上述のように日本の天然記念物に指定されている岩手地鶏ではあるが、日本鶏愛好家の多くは岩手地鶏を天然記念物どころか日本鶏とすら認めていない。